# Karl Reinhardt
Karl Ludwig Reinhardt (Detmold, 14 februari 1886 - Frankfurt am Main, 9 januari 1958 ) was een vooraanstaand Duits klassiek filoloog.

## Leven
Na in Frankfurt het Goethe-Gymnasium bezocht te hebben, ging Reinhardt eerst in Bonn klassieke filologie studeren bij Franz Buecheler en August Brinckmann. Daarna zette hij zijn studie voort te Berlijn, alwaar hij een van de vele leerlingen van Ulrich von Wilamowitz-Moellendorff werd, bij wie hij in 1910 promoveerde. Van 1916-1918 was hij buitengewoon hoogleraar klassieke filologie te Marburg; daarna van 1919-1923 gewoon hoogleraar aan de nieuwe universiteit van Hamburg, vervolgens van 1923-1941 te Frankfurt. Op 5 mei 1933 heeft hij daar zijn ontslag willen indienen, maar is in functie gebleven op verzoek van het ministerie. Tijdens de oorlog ging hij in 1942 naar Leipzig, om in 1946 terug te keren naar Frankfurt, waar hij 1952 met emeritaat ging.

## Werk
Al was hij beïnvloed door zijn leermeester Wilamowitz, Reinhardt wilde zich niet willoos schikken in de puur historische benadering van de Oudgriekse literatuur die in het Duitsland van zijn tijd de klassieke filologie beheerste. In zijn werken over Parmenides en Posidonius trachtte hij op grond van overgebleven fragmenten een authentieke eenheid te reconstrueren, en zo een beeld van deze filosofen te scheppen. Zijn werk Platons Mythen versterkte zijn reputatie een 'georgianer' (iemand die beïnvloed is door de dichter Stefan George) te zijn.

## Biografie
- 1910:De graecorum theologia capita duo. Proefschrift over de allegorische interpretatie van Homerus en over Apollodorus van Athene's werk Over de Goden.
- 1916: Parmenides und die Geschichte der griechischen Philosophie.
- 1921: Poseidonios
- 1926: Kosmos und Sympathie. Neue Untersuchungen zu Poseidonios.
- 1927: Platons Mythen.
- 1928: Poseidonios über Ursprung und Entartung. Interpretation zweier Kulturgeschichtlicher Fragmente.
- 1933: Sophokles (Engelse vertaling door H.Harvey en D.Harvey in 1979.)
- 1943: Duitse vertaling van Sophocles' Antigone.
- 1948 Von Werken und Formen. Vorträge und Aufsätze. Artikelen over o.a. Homerus, Herodotus, Aristophanes.
- 1948: Aischylos als Regisseur und Theologe.
- 1953: Artikel Poseidonios von Apameia in de Pauly-Wissowa Realencyclopädie der Classischen Altertumswissenschaft.
- 1960: Tradition und Geist. Gesammelte Essays zur Dichtung. Uitgegeven door Carl Becker.
- 1960 Vermächtnis der Antike. Verzamelde artikelen over Griekse filosofie und geschiedschrijving. Uitgegeven door Carl Becker.
- 1961: Die Ilias und ihrer Dichter. Postuum uitgegeven door Uvo Hölscher.